# Мартін Мелконян
Мартін Мелконян (2 січня 1990) — уругвайський плавець.
Учасник Олімпійських Ігор 2016 року.